# Комиссия при президенте Российской Федерации
«Комиссия при Президенте Российской Федерации» — специальный федеральный орган власти управления, находящийся в ведении Президента Российской Федерации.
Комиссии создаются под определенные проблемы с целью поиска их решения. Количество комиссий, их созыв и роспуск периодически меняется.

## Полный список комиссий
В октябре 2019 года работали комиссии:
- Комиссия по вопросам стратегии развития топливно-энергетического комплекса и экологической безопасности
- Комиссия по вопросам государственной службы и резерва управленческих кадров
- Комиссия по вопросам военно-технического сотрудничества Российской Федерации с иностранными государствами
- Комиссия по предварительному рассмотрению кандидатур на должности судей федеральных судов
- Межведомственная комиссия по реализации Государственной программы по оказанию содействия добровольному переселению в Российскую Федерацию соотечественников, проживающих за рубежом
- Комиссия по государственным наградам
- Комиссия по реабилитации жертв политических репрессий
- Комиссия по вопросам гражданства
- Комиссия по вопросам кадровой политики в правоохранительных органах
- Комиссия по делам ветеранов
- Комиссия по делам инвалидов
- Комиссия по вопросам развития авиации общего назначения и навигационно-информационных технологий на основе глобальной навигационной спутниковой системы ГЛОНАСС
- Военно-промышленная комиссия Российской Федерации
- Общественная комиссия по определению кандидатур на присуждение Государственной премии за выдающиеся достижения в области правозащитной деятельности и Государственной премии за * выдающиеся достижения в области благотворительной деятельности
- Межведомственная комиссия по обеспечению участия Российской Федерации в «Группе двадцати».

## История
До 2015 года существовали комиссии(в скобках указан их председатель):
- Комиссия при Президенте Российской Федерации по вопросам стратегии развития топливно-энергетического комплекса и экологической безопасности (Путин, Владимир Владимирович)
- Комиссия при Президенте Российской Федерации по вопросам государственной службы и резерва управленческих кадров (Иванов, Сергей Борисович)
- Комиссия при Президенте Российской Федерации по вопросам военно-технического сотрудничества Российской Федерации с иностранными государствами (Путин, Владимир Владимирович)
- Комиссия при Президенте Российской Федерации по предварительному рассмотрению кандидатур на должности судей федеральных судов (Лебедев, Вячеслав Михайлович)
- Межведомственная комиссия при Президенте Российской Федерации по реализации Государственной программы по оказанию содействия добровольному переселению в Российскую Федерацию соотечественников, проживающих за рубежом (Ромодановский, Константин Олегович)
- Комиссия при Президенте Российской Федерации по государственным наградам (Школов, Евгений Михайлович)
- Комиссия при Президенте Российской Федерации по реабилитации жертв политических репрессий (Митюков, Михаил Алексеевич)
- Комиссия при Президенте Российской Федерации по вопросам гражданства (Школов, Евгений Михайлович)
- Комиссия при Президенте Российской Федерации по вопросам кадровой политики в правоохранительных органах (Школов, Евгений Михайлович)
- Комиссия при Президенте Российской Федерации по мониторингу достижения целевых показателей социально-экономического развития России (Путин, Владимир Владимирович)
- Комиссия при Президенте Российской Федерации по делам ветеранов (Левицкая, Александра Юрьевна)
- Комиссия при Президенте Российской Федерации по делам инвалидов (Левицкая, Александра Юрьевна)
- Комиссия при Президенте Российской Федерации по вопросам развития авиации общего назначения (Левитин, Игорь Евгеньевич)
- Военно-промышленная комиссия Российской Федерации (Путин, Владимир Владимирович)
- Комиссия по модернизации и технологическому развитию экономики Российской Федерации (Путин, Владимир Владимирович)